# Neotrichoporoides delhiensis
Neotrichoporoides delhiensis är en stekelart som först beskrevs av Shafee, Fatma och Kishore 1984.  Neotrichoporoides delhiensis ingår i släktet Neotrichoporoides och familjen finglanssteklar. Inga underarter finns listade i Catalogue of Life.